# Erbray
Erbray est une commune de l'Ouest de la France, située dans le département de la Loire-Atlantique, en région Pays de la Loire.

## Géographie

Situation de la commune d'Erbray dans le département de la Loire-Atlantique.

Erbray est située à 8 kilomètres au sud-est de Châteaubriant.
Les communes limitrophes sont Soudan, Juigné-des-Moutiers, Saint-Julien-de-Vouvantes, Petit-Auverné, Moisdon-la-Rivière, Louisfert et Châteaubriant.
| Châteaubriant      | Soudan        |                           |
| Louisfert          | Erbray        | Juigné-des-Moutiers       |
| Moisdon-la-Rivière | Petit-Auverné | Saint-Julien-de-Vouvantes |

### Climat
Pour des articles plus généraux, voir Climat des Pays de la Loire et Climat de la Loire-Atlantique.
En 2010, le climat de la commune est de type climat océanique altéré, selon une étude du CNRS s'appuyant sur une série de données couvrant la période 1971-2000. En 2020, Météo-France publie une typologie des climats de la France métropolitaine dans laquelle la commune est exposée à un climat océanique et est dans la région climatique  Bretagne orientale et méridionale, Pays nantais, Vendée, caractérisée par une faible pluviométrie en été et une bonne insolation. 
Pour la période 1971-2000, la température annuelle moyenne est de 11,6 °C, avec une amplitude thermique annuelle de 13,6 °C. Le cumul annuel moyen de précipitations est de 746 mm, avec 12,5 jours de précipitations en janvier et 6,6 jours en juillet. Pour la période 1991-2020, la température moyenne annuelle observée sur la station météorologique de Météo-France la plus proche, sur la commune de Soudan à 9 km à vol d'oiseau, est de 12,2 °C et le cumul annuel moyen de précipitations est de 826,4 mm,. Pour l'avenir, les paramètres climatiques de la commune estimés pour 2050 selon différents scénarios d'émission de gaz à effet de serre sont consultables sur un site dédié publié par Météo-France en novembre 2022.

## Urbanisme

### Typologie
Au 1er janvier 2024, Erbray est catégorisée commune rurale à habitat dispersé, selon la nouvelle grille communale de densité à sept niveaux définie par l'Insee en 2022.
Elle est située hors unité urbaine. Par ailleurs la commune fait partie de l'aire d'attraction de Châteaubriant, dont elle est une commune de la couronne,. Cette aire, qui regroupe 20 communes, est catégorisée dans les aires de moins de 50 000 habitants,.

### Occupation des sols
L'occupation des sols de la commune, telle qu'elle ressort de la base de données européenne d’occupation biophysique des sols Corine Land Cover (CLC), est marquée par l'importance des territoires agricoles (89,1 % en 2018), en diminution par rapport à 1990 (91 %). La répartition détaillée en 2018 est la suivante : 
terres arables (45 %), zones agricoles hétérogènes (23,7 %), prairies (20,5 %), forêts (5,2 %), zones urbanisées (5 %), zones industrielles ou commerciales et réseaux de communication (0,8 %). L'évolution de l’occupation des sols de la commune et de ses infrastructures peut être observée sur les différentes représentations cartographiques du territoire : la carte de Cassini (XVIIIe siècle), la carte d'état-major (1820-1866) et les cartes ou photos aériennes de l'IGN pour la période actuelle (1950 à aujourd'hui).

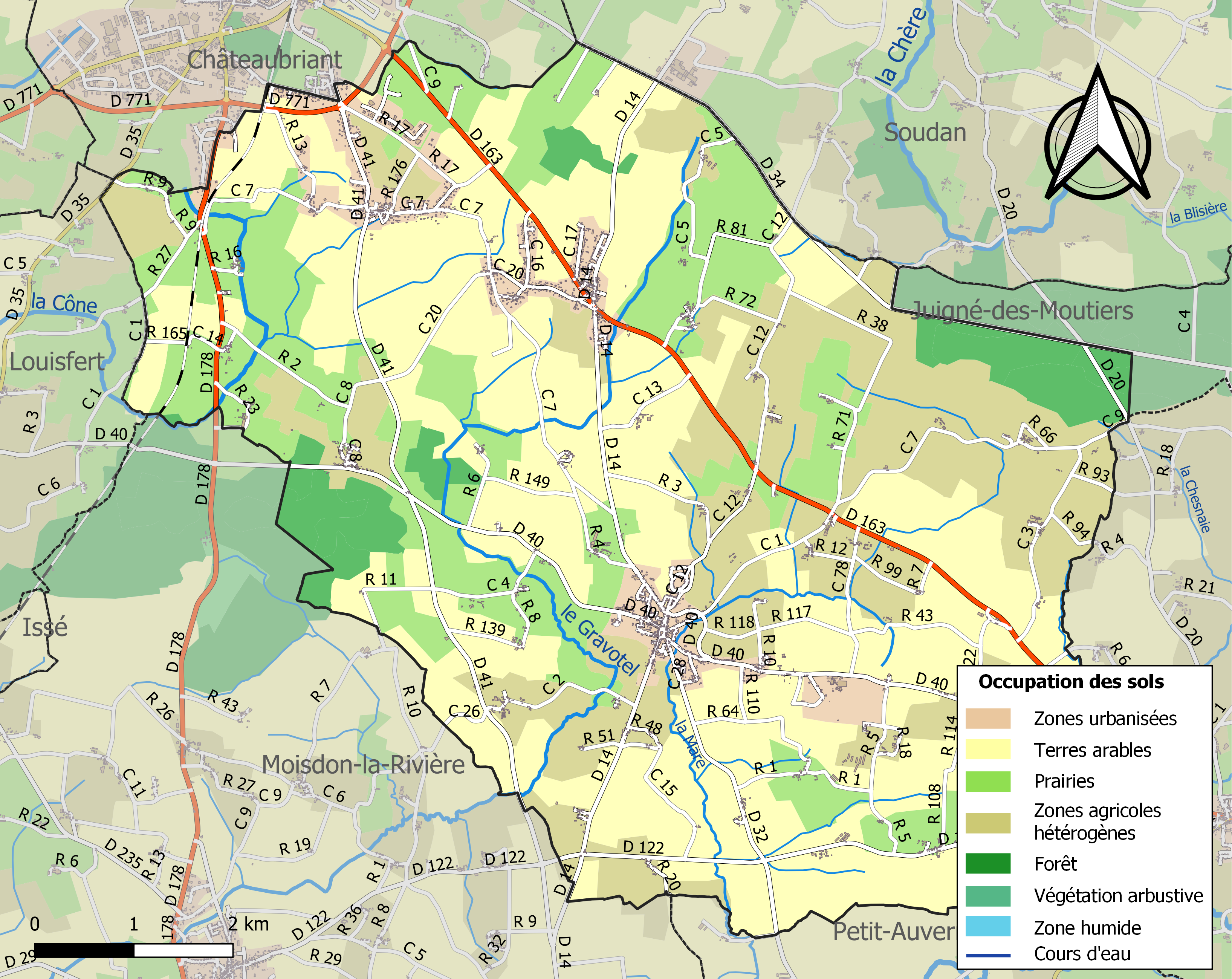
Carte des infrastructures et de l'occupation des sols de la commune en 2018 (CLC).

## Toponymie
Le nom de la localité est attesté sous les formes Arbraiacum en 1123, Arbre en 1141, de Arbreo et Arbreio en 1160.
Erbray vient, semble-t-il, du latin arboretum (« lieu planté d'arbres »).
Erbray possède un nom en gallo, la langue d'oïl locale, écrit Erbrai selon l'ABCD, ou Èrbraï selon l'écriture MOGA. En gallo, le nom de la commune se prononce [ɛʁbʁaɪ]. 
La forme bretonne proposée par l'Office public de la langue bretonne est Ervoreg.
Voir Erbrée (Ille-et-Vilaine).

## Histoire
L'histoire d'Erbray est liée à la pierre à chaux.
La castine extraite des carrières d'Erbray servit de fondant dans les bas-fourneaux puis hauts-fourneaux de la région. En parallèle, des fours produisirent la chaux nécessaire comme liant dans le mortier servant dans les constructions et pour amender les terres argileuses.
De nos jours, la pierre à chaux est toujours exploitée par la MEAC.
Par ailleurs, la commune d'Erbray a toujours eu une activité agricole importante. Jouxtant Châteaubriant, plusieurs PME s'y sont installées depuis une cinquantaine d'années.

### Les vingt-sept, de la carrière de la Sablière à Châteaubriant, le22 octobre 1941
1re Sépulture
- Pierre Guéguen : 45 ans, né à Quimerc’h (29), maire communiste de Concarneau et conseiller général du Finistère. Sépulture cimetière de Concarneau (29) ;
- Victor Renelle : 53 ans, de Paris, militant communiste. Son corps a été transféré dans le cimetière parisien du Père Lachaise ;
- Raymond Tellier : 44 ans, d'Amilly (45), militant communiste. Son corps a été transféré à Amilly (45).

## Politique et administration

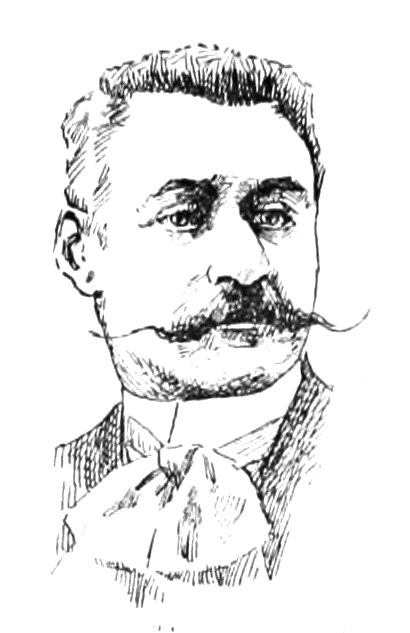
Fernand du Breil de Pontbriand (1848-1916), maire d'Erbray.

## Population et société

### Démographie
Selon le classement établi par l'Insee, Erbray fait partie de l'aire urbaine, de la zone d'emploi et du bassin de vie de Châteaubriant. Elle n'est intégrée dans aucune unité urbaine. Toujours selon l'Insee, en 2010, la répartition de la population sur le territoire de la commune était considérée comme « peu dense » : 81 % des habitants résidaient dans des zones « peu denses » et 19 % dans des zones « très peu denses ».

#### Évolution démographique
L'évolution du nombre d'habitants est connue à travers les recensements de la population effectués dans la commune depuis 1793. Pour les communes de moins de 10 000 habitants, une enquête de recensement portant sur toute la population est réalisée tous les cinq ans, les populations de référence des années intermédiaires étant quant à elles estimées par interpolation ou extrapolation. Pour la commune, le premier recensement exhaustif entrant dans le cadre du nouveau dispositif a été réalisé en 2008.

En 2022, la commune comptait 3 062 habitants, en évolution de +2,65 % par rapport à 2016 (Loire-Atlantique : +6,68 %, France hors Mayotte : +2,11 %).
| 1793  | 1800  | 1806  | 1821  | 1831  | 1836  | 1841  | 1846  | 1851  |
| ----- | ----- | ----- | ----- | ----- | ----- | ----- | ----- | ----- |
| 1 781 | 1 730 | 1 502 | 1 627 | 2 120 | 1 992 | 1 970 | 2 087 | 2 283 |

| 1856  | 1861  | 1866  | 1872  | 1876  | 1881  | 1886  | 1891  | 1896  |
| ----- | ----- | ----- | ----- | ----- | ----- | ----- | ----- | ----- |
| 2 301 | 2 700 | 2 970 | 2 973 | 2 976 | 3 002 | 3 097 | 2 897 | 2 726 |

| 1901  | 1906  | 1911  | 1921  | 1926  | 1931  | 1936  | 1946  | 1954  |
| ----- | ----- | ----- | ----- | ----- | ----- | ----- | ----- | ----- |
| 2 651 | 2 578 | 2 525 | 2 057 | 1 991 | 1 967 | 1 932 | 1 813 | 1 832 |

| 1962  | 1968  | 1975  | 1982  | 1990  | 1999  | 2006  | 2008  | 2013  |
| ----- | ----- | ----- | ----- | ----- | ----- | ----- | ----- | ----- |
| 1 766 | 1 808 | 1 885 | 2 152 | 2 392 | 2 349 | 2 695 | 2 793 | 2 948 |

| 2018  | 2022  | - | - | - | - | - | - | - |
| ----- | ----- | - | - | - | - | - | - | - |
| 3 030 | 3 062 | - | - | - | - | - | - | - |

#### Pyramide des âges
La population de la commune est relativement jeune.
En 2018, le taux de personnes d'un âge inférieur à 30 ans s'élève à 37,1 %, soit en dessous de la moyenne départementale (37,3 %). À l'inverse, le taux de personnes d'âge supérieur à 60 ans est de 23,2 % la même année, alors qu'il est de 23,8 % au niveau départemental.
En 2018, la commune comptait 1 533 hommes pour 1 497 femmes, soit un taux de 50,59 % d'hommes, largement supérieur au taux départemental (48,58 %).
Les pyramides des âges de la commune et du département s'établissent comme suit.
| Hommes | Classe d’âge | Femmes |
| ------ | ------------ | ------ |
| 0,3    | 90 ou +      | 0,6    |
| 3,7    | 75-89 ans    | 5,7    |
| 18,5   | 60-74 ans    | 17,6   |
| 20,7   | 45-59 ans    | 20,9   |
| 18,5   | 30-44 ans    | 19,3   |
| 15,4   | 15-29 ans    | 13,7   |
| 22,9   | 0-14 ans     | 22,2   |

| Hommes | Classe d’âge | Femmes |
| ------ | ------------ | ------ |
| 0,6    | 90 ou +      | 1,8    |
| 6      | 75-89 ans    | 8,6    |
| 15,1   | 60-74 ans    | 16,4   |
| 19,4   | 45-59 ans    | 18,8   |
| 20,1   | 30-44 ans    | 19,3   |
| 19,2   | 15-29 ans    | 17,4   |
| 19,5   | 0-14 ans     | 17,6   |

## Patrimoine et culture locale

### Lieux et monuments

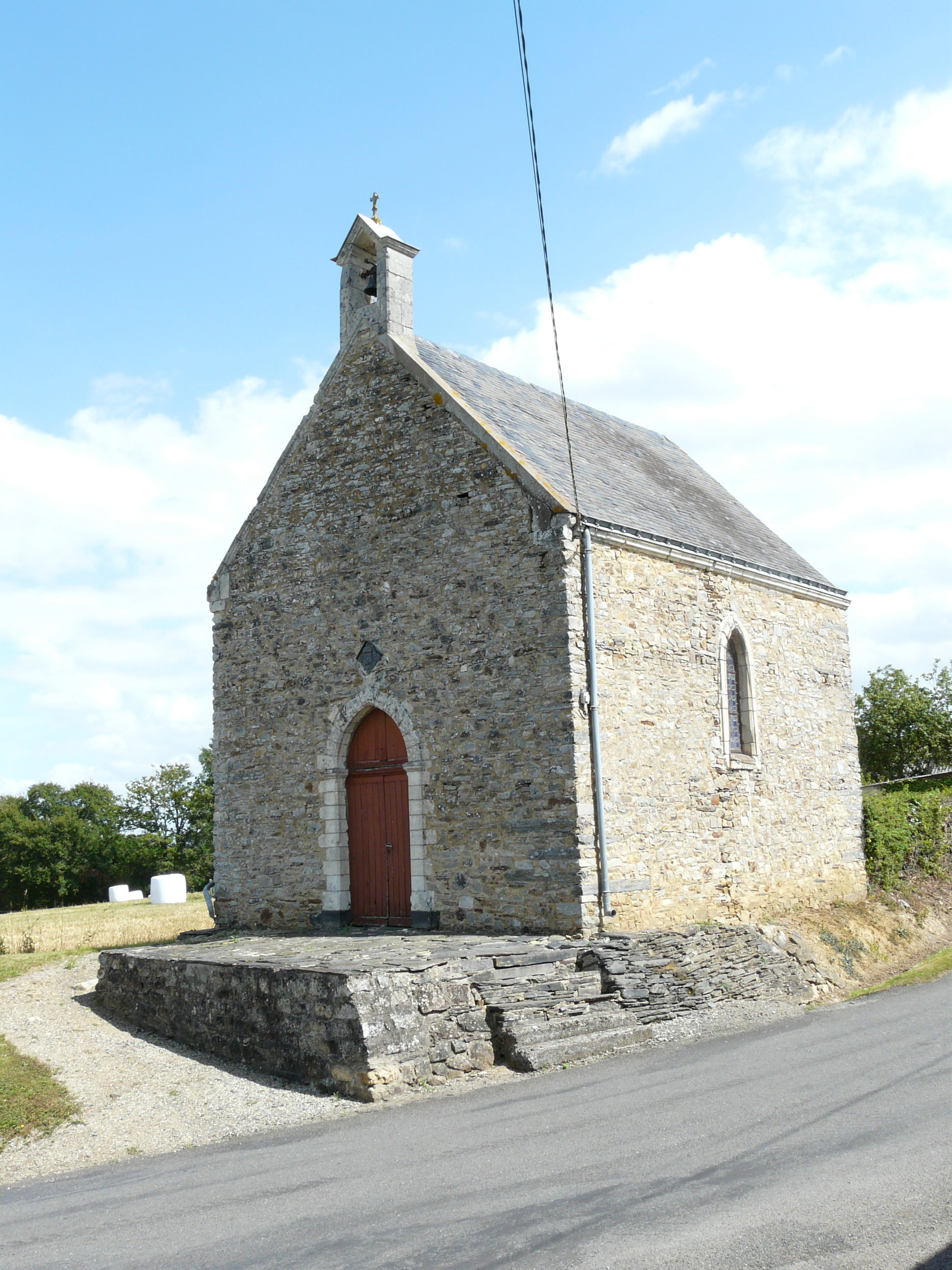
Chapelle des Landelles.
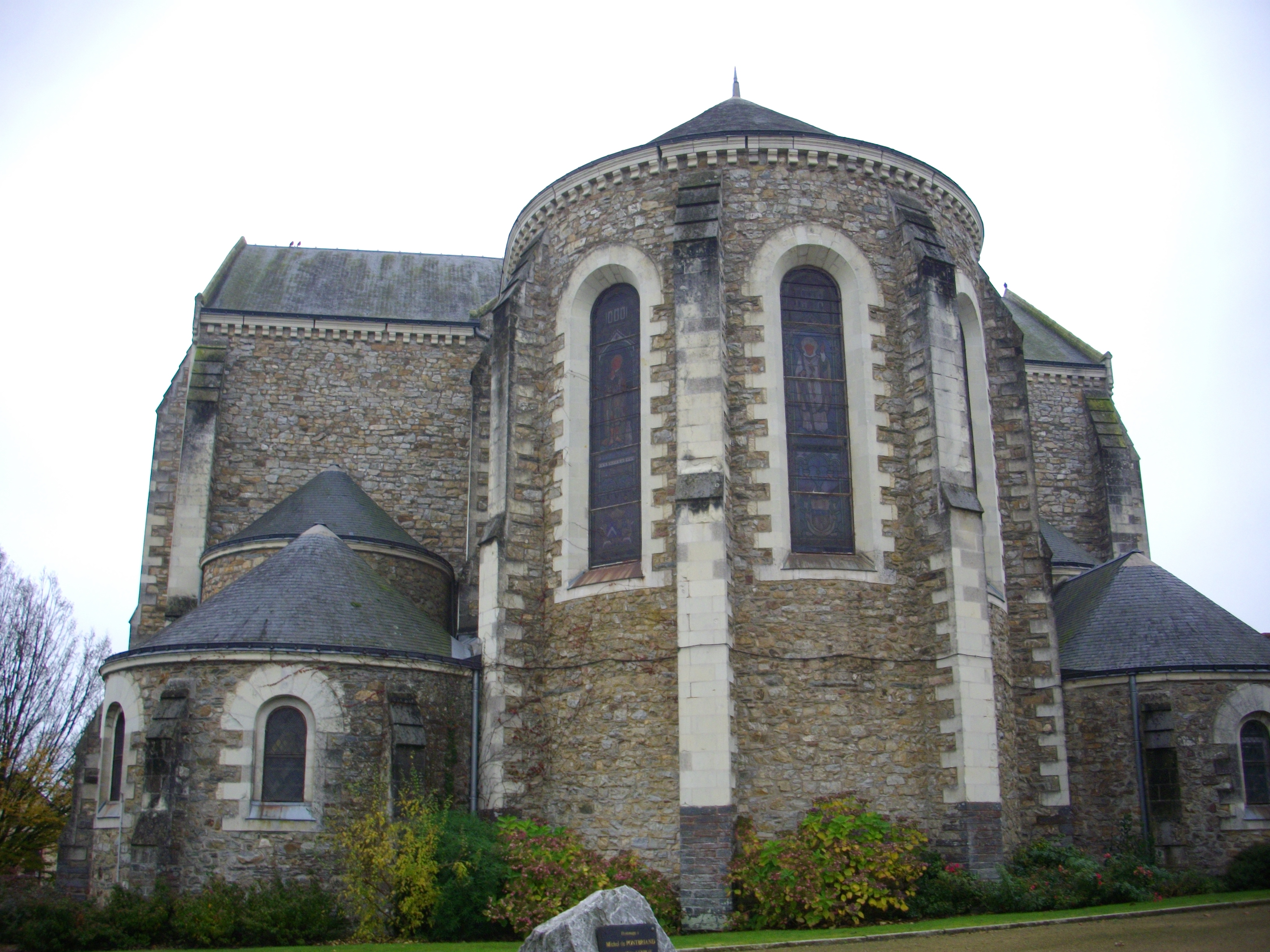
Église Saint-Martin.
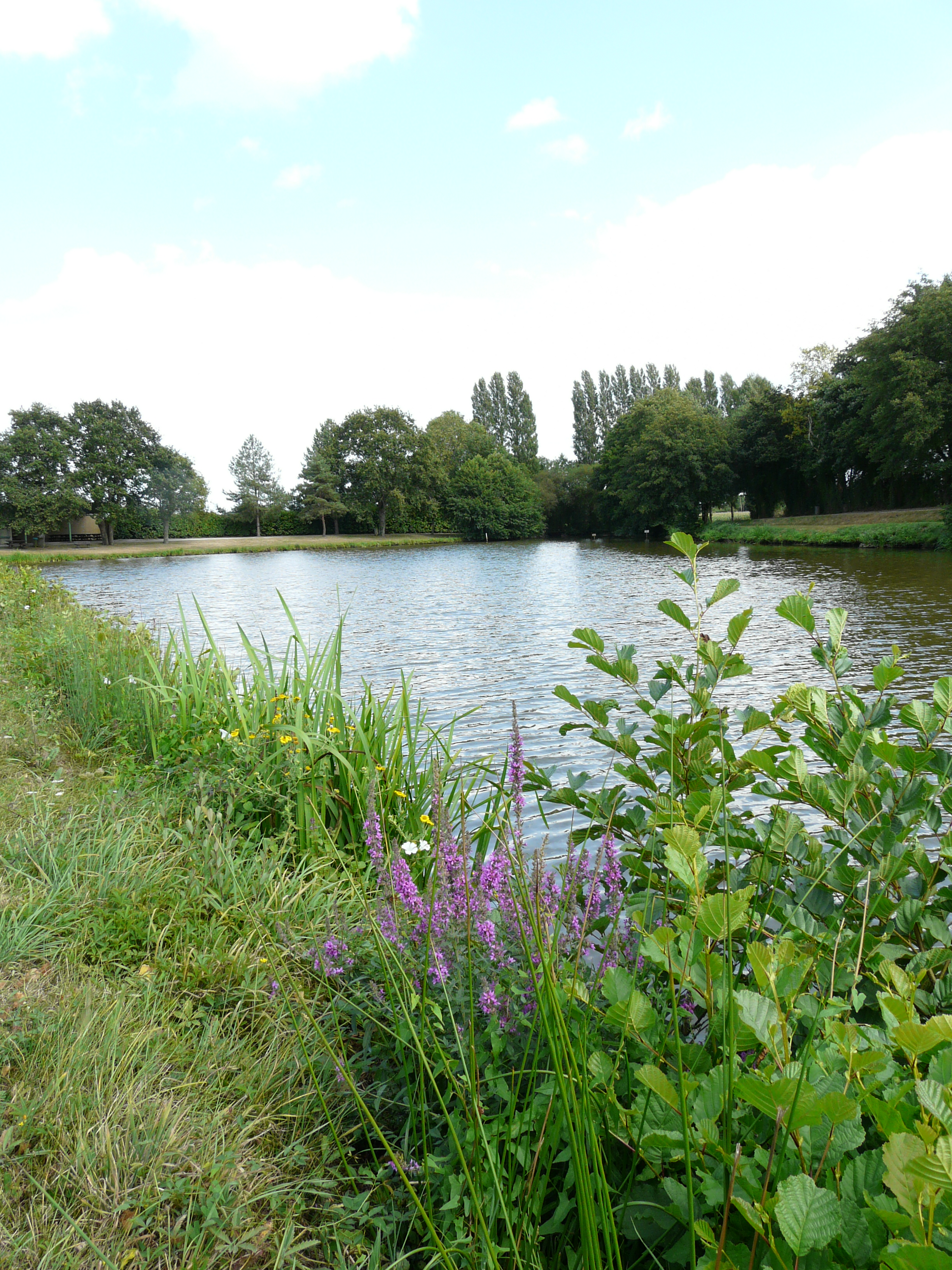
L'étang de la Mouette.

### Héraldique
| Blason | Blasonnement : D'azur à deux fasces d'or et deux pals de sable brochant sur le tout. Commentaires : Armoiries créées le 7 mai 1700 pour la paroisse moyennant une taxe d'enregistrement de 25 livres qualifiée de « droit de bannière ». Délibération municipale le 26 mai 1989. |

### Personnalités liées à la commune
- François Roul (1782 à Erbray-1864 à Talence), homme politique, député de la Gironde de 1831 à 1848.
- Michel de Pontbriand (1911-2000), résistant et maire de la commune de 1945 à 1983.
- Raymond Lebossé (1923-2014), maire de la commune de 1983 à 1995, récipiendaire du Collier de l'Hermine.
- Jeanne Cherhal (1978), chanteuse française, a passé une partie de son enfance à Erbray.
- Liz Cherhal (1982), chanteuse française, sœur de la précédente.